# Feliks Netz
Feliks Netz (n. 26 decembrie 1939, Kretki Duże⁠(d), Brodnica County⁠(d), Voievodatul Cuiavia și Pomerania, Polonia – d. 12 aprilie 2015, Katowice, Polonia) a fost un poet și prozator polonez. A absolvit facultatea de filologie din cadrul Universității Sileziene din Katowice. 

## Opere literare
- Związek zgody (1968)
- Sto dni odpustu (1968)
- Biała gorączka (1972)
- Z wilczych dołów (1973)
- Skok pod poprzeczką (1977)
- Wir (1985)
- Dysharmonia caelestis (2004)
- Ćwiczenia z wygnania
- Trzy dni nieśmiertelności